# فيل غيفورد
فيل غيفورد (بالإنجليزية: Phil Gifford)‏ هو صحفي نيوزلندي، ولد في 1947.